# نسر (تشريح الخيل)
النَسْر هو جزء من حافر الفرس، يقع على الجانب السفلي، والذي يجب أن يلمس الأرض إذا كان الفرس يقف على قاعدة ناعمة. النسر مثلث الشكل، ويمتد من منتصف الكعب باتجاه إصبع القدم، ويغطي حوالي 25٪ من قاع الحافر.